# 林新之助
林  新之助（はやし しんのすけ、1964年（昭和39年）1月15日 - ）は、日本の実業家。デンソー代表取締役社長CEO。

## 経歴
- 1964年 - 三重県四日市市出身[1]。
- 1982年 - 三重県立四日市南高校卒業
- 1986年 - 早稲田大学理工学部工業経営学科卒業[2][3]。
  - 同年4月 - 日本電装株式会社（現・デンソー）入社[2]。
- 2010年 - 電子技術3部部長[3]。
- 2015年 - 常務役員 電子事業部担当[2][3]。
- 2016年 - 常務役員 電子事業部、電子基盤技術統括部担当[3]。
- 2020年 - 常務役員 CSwO（Chief Software Officer）、モビリティエレクトロニクス事業グループ 電子PF・ソフトウェア担当[3]。
- 2021年 - 専務役員 CSwO（Chief Software Officer）、ソフトウェア改革推進室担当[2][3]。
- 2022年 - 専務役員 CSwO（Chief Software Officer）、モビリティエレクトロニクス事業グループ長[3]。
- 2023年 - 代表取締役社長COO[2]。
- 2024年 - 代表取締役社長CEO[2]。